# Мстиславское княжество
Мстисла́вское кня́жество — удельное русское княжество со столицей в Мстиславле, выделившееся в XII веке из Смоленского княжества. Первым его князем в 1180 году стал Мстислав Романович. В территорию Мстиславского княжества входили земли нынешних Мстиславского, Чериковского и Чаусского районов с городами Радомлем и Рясно.
После смерти в 1197 году смоленского князя Давыда Ростиславича, дяди Мстислава Романовича, последний был признан смоленским князем и вновь присоединил Мстиславское княжество к Смоленскому, сохранив его однако как удел.
В конце XIII века Мстиславское княжество оказалось на русско-литовском порубежье, а в 1359 году после разрыва смоленско-литовского союза было захвачено Ольгердом и присоединено к Великому княжеству Литовскому, как Торопец и Ржев. Позже, княжество было передано Ольгердом своему сыну Каригайле, затем перешло к Лугвению, основателю княжеского рода Мстиславских. В 1386 году на территории княжества произошло ожесточённое сражение, после того как смоленский князь Святослав Иванович безуспешно попытался осадить Мстиславль и вернуть его в состав своего княжества. В битве Святослав был убит, а его войска разбиты.
Мстиславское княжество долгое время являлось порубежным и важным в стратегическом отношении. Поэтому польско-литовские монархи проводили гибкую политику по отношению к местным князьям, стараясь не допустить их перехода в подданство Великого княжества Московского. Во время русско-литовской войны 1500–1503, территория княжества была ареной боевых действий и сильно пострадала. В частности, в битве под Мстиславлем была разбита литовская армия, хотя сам город русские воеводы взять не смогли.
В августе 1514 года князь Михаил Иванович при приближении русского войска к Мстиславлю присягнул Василию III, однако после русского поражения под Оршей, вновь вернулся к литовскому князю. В 1526 году Мстиславское княжество перешло в прямое владение Сигизмунда Старого и было впоследствии преобразовано в староство. В 1566 году на территории бывшего княжества было создано Мстиславское воеводство.